# Chiang-Ching-kuo-Stiftung für internationalen akademischen Austausch
Die Chiang Ching-kuo-Stiftung für internationalen akademischen Austausch (蔣經國國際學術交流基金會; engl. Chiang Ching-kuo Foundation for International Scholarly Exchange, Abk. CCKF) ist eine 1989 gegründete Stiftung für internationalen akademischen Austausch. Ihr Sitz ist in Taipeh, Taiwan. Sie ist nach dem früheren Präsidenten der Republik China auf Taiwan Chiang Ching-kuo benannt.